# منتخب النرويج لكرة القاعدة
منتخب النرويج لكرة القاعدة هو ممثل النرويج الرسمي في المنافسات الدولية في كرة القاعدة
.